# Andrew Mangiapane
Andrew Mangiapane (* 4. April 1996 in Toronto, Ontario) ist ein kanadischer Eishockeyspieler, der seit Juli 2025 bei den Edmonton Oilers in der National Hockey League unter Vertrag steht. Zuvor verbrachte der linke Flügelstürmer acht Jahre in der Organisation der Calgary Flames und ein Jahr bei den Washington Capitals. Mit der kanadischen Nationalmannschaft gewann er die Goldmedaille bei der Weltmeisterschaft 2021.

## Karriere
Andrew Mangiapane wurde in Toronto geboren und wuchs in Bolton auf. In seiner Jugend lief er unter anderem für die Mississauga Senators sowie für die Toronto Jr. Canadiens auf, bevor er zur Spielzeit 2013/14 zu den Barrie Colts in die Ontario Hockey League (OHL) wechselte, die ranghöchste Juniorenliga seiner Heimatprovinz. Bereits in seiner Debütsaison verzeichnete der Flügelstürmer 51 Scorerpunkte in 63 Spielen und wurde infolgedessen ins OHL First All-Rookie Team gewählt. Anschließend steigerte er seine persönliche Statistik deutlich, so erreichte er zweimal in Folge die Marke von 100 Punkten und platzierte sich damit jeweils unter den zehn besten Scorern der Liga. Demzufolge wählten ihn die Calgary Flames im NHL Entry Draft 2015 an 166. Position aus, während er im Jahr darauf ins OHL Second All-Star Team berufen wurde.
Die Flames statteten Mangiapane im März 2016 mit einem Einstiegsvertrag aus und setzten ihn anschließend bei ihrem Farmteam in der American Hockey League (AHL) ein, den Stockton Heat. Auch in Stockton etablierte er sich als regelmäßiger Scorer und wurde zum AHL All-Star Classic 2018 eingeladen. Zudem wurde der Angreifer im Dezember 2018 erstmals in den Kader der Flames berufen und debütierte in der Folge im Dezember 2018 in der National Hockey League (NHL). Dort bestritt er bis zum Saisonende zehn Partien, bevor er sich im Verlauf der Spielzeit 2018/19 in der NHL etablierte.
Nach acht Jahren in der Organisation der Flames wurde Mangiapane im Juni 2024 im Tausch für ein Zweitrunden-Wahlrecht im NHL Entry Draft 2025 an die Washington Capitals abgegeben. Im Juli 2025 unterzeichnete er als Free Agent einen Zweijahresvertrag bei den Edmonton Oilers.

### International
Bei der Weltmeisterschaft 2021 kam Mangiapane zu seinem Debüt für die kanadische Nationalmannschaft und gewann mit dem Team prompt die Goldmedaille. Zudem führte er alle Spieler des Turniers gemeinsam mit dem Briten Liam Kirk mit sieben erzielten Treffern an und wurde daher als wertvollster Spieler ausgezeichnet und ins All-Star-Team der WM gewählt. Drei Jahre später gehörte er bei der Weltmeisterschaft 2024 erneut zum kanadischen Aufgebot, das das Turnier auf dem vierten Platz beendete.

## Erfolge und Auszeichnungen
- 2014 OHL First All-Rookie Team
- 2016 OHL Second All-Star Team
- 2018 Nominierung für das AHL All-Star Classic (Absage)

### International
- 2021 Goldmedaille bei der Weltmeisterschaft
- 2021 Wertvollster Spieler der Weltmeisterschaft
- 2021 All-Star-Team der Weltmeisterschaft

## Karrierestatistik
Stand: Ende der Saison 2024/25

### International
Vertrat Kanada bei:
- Weltmeisterschaft 2021
- Weltmeisterschaft 2024

(Legende zur Spielerstatistik: Sp oder GP = absolvierte Spiele; T oder G = erzielte Tore; V oder A = erzielte Assists; Pkt oder Pts = erzielte Scorerpunkte; SM oder PIM = erhaltene Strafminuten; +/− = Plus/Minus-Bilanz; PP = erzielte Überzahltore; SH = erzielte Unterzahltore; GW = erzielte Siegtore; 1 Play-downs/Relegation; Kursiv: Statistik nicht vollständig)